# Carouge de Porto Rico
Agelaius xanthomus
Pour les articles homonymes, voir Carouge.
Espèce
Statut de conservation UICN

 EN B1ab(i,ii,iii,v) : En danger
Le Carouge de Porto Rico (Agelaius xanthomus) est une espèce de carouges endémique de Porto Rico.

## Description
Le Carouge de Porto Rico est un oiseau noir avec une tache jaune au niveau de chacune de ses épaules. Les jeunes ont une coloration moins vive avec un abdomen marron. Bien que la différence de coloration du plumage soit imperceptible entre les sexes, il y a un dimorphisme sexuel dans cette espèce, avec des mâles d’une taille supérieure aux femelles. Les anomalies de plumage sont rares dans l’espèce. Les individus adultes mesurent entre 20 et 23 cm. En moyenne, les mâles pèsent 41 g et les femelles 35 g. La distinction entre sexes peut également être faite à partir de mesures des ailes, celles des mâles étant 1,1 fois plus longues (102,8 mm contre 93,3 mm pour les femelles).

## Habitat et répartition
L’espèce était autrefois communément rencontrée dans les forêts bordant les côtes de l’archipel de Porto Rico, mais au cours du XXe siècle ces forêts furent détruites pour faire place à la culture de canne à sucre. Après le déclin de l’industrie sucrière dans les années 1930, les zones proches des côtes furent destinées à la construction. Finalement, l’espèce limite aujourd'hui son aire de répartition à trois régions : les îles de Mona et Monito, où s’est développée la sous-espèce (A. x. gmonensis), la station navale de la route de Roosevelt à l’est de Porto Rico, et la forêt sèche et les mangroves du sud de l’île de Porto Rico. L’espèce a également été observée à l’intérieur des terres, dans la ville de montagne de Lares et dans les forêts tropicales en dehors de la saison de reproduction. La destruction de son habitat et le parasitisme des nichées par le vacher luisant (molothrus bonariensis) mena à une forte diminution de la population au milieu des années 1970 et au début des années 1980. En 1976, la population était estimée à 2000 individus, et elle avait chuté à 300 individus en 1982. Des efforts de sauvegarde ont permis d’accroître la population à 1250 couples.
En 1976, Post et Willey estiment la population de la sous-espèce de Mona à deux cents individus. Les études et relevés postérieurs menés de 1981 à 1995 estiment cette population à entre 220 et 400 individus. Des études menées dans l’île de Monito, située 5 km au nord-ouest de Mona, indiquent en moyenne vingt-cinq individus observés. Ces études mettent par ailleurs en évidence des déplacements d’oiseaux entre les îles de Mona et Monito.
Le carouge de Porto Rico n’est pas un oiseau migrateur, mais une fraction de la population se dirige des côtes vers l’intérieur des terres en dehors de la saison de reproduction.

## Alimentation
Le carouge de Porto Rico est omnivore, mais il est souvent considéré comme insectivore, les insectes représentant la majorité de son alimentation. Westmore et Post ont réalisé des études pour déterminer les habitudes alimentaires de A. x. xanthomus. Ces études consistaient à analyser le contenu stomacal de plusieurs individus (25 pour Post et 55 pour Westmore). Elle a mis en évidence une consommation d’insectes appartenant aux ordres des Lepidoptera, Orthoptera, Homoptera, Coleoptera, Diptera, Dermaptera et Hymenoptera, d’arachnides de l’ordre des Araneae, de mollusques non identifiés et de matière végétale. L’espèce consomme également des aliments conçus par l’homme comme des aliments pour animaux d’élevage, de la nourriture humaine (riz cuisiné et sucre) et de la nourriture pour chien ou pour singe. La matière végétale est ingérée dans les aliments industriels tandis que les insectes sont glanés dans la canopée.
Aucune étude ne s’est intéressée au comportement alimentaire de la sous-espèce de Mona, mais les consommations d’insectes, d’araignées, de fruits provenant de différentes espèces de Pithecellobium et de diverses espèces de cactus (Selenicereus, Cephalocereus royenii, Harrisia portoricensis et Opuntia), de graines de Bursera simaruba et de Ficus, et de nectar d’Aloe (Aloe vulgaris), de yucca et de Croton discolor ont été observées.

## Reproduction et comportement
La saison de reproduction du Carouge de Porto Rico s’étale généralement d’avril et août, mais des comportements de reproduction peuvent être observés de février à novembre. Le début de la saison de reproduction coïncide avec le début de la saison des pluies, ce qui explique les fluctuations dans le début de cette période. L’espèce est monogame, un couple donnant naissance à une nichée par an. Pour la principale sous-espèce comme pour la sous-espèce de Mona, les nids contiennent en moyenne trois œufs (entre un et quatre). Les œufs sont bleu-vert avec des points marron et sont couvés durant 15 jours par la femelle. Pour les deux sexes la maturité sexuelle est atteinte à un an. Comme les autres espèces du genre Agelaius, le Carouge construit un nid ouvert, en forme de coupe dans un arbre, mais la localisation des nids et leur forme dépend des lieux et des matériaux disponibles. La population de la station navale de la route de Roosevelt fait ses nids dans des creux dans la mangrove, tandis que la sous-espèce de Mona bâti dans des saillies ou des crevasses près des falaises bordant les côtes. En tout, huit différents habitats peuvent abriter les nids de l’espèce : bancs de boue, la mangrove rouge, les forêts de mangrove noire, les plaines côtières, les aires périurbaines, les plantation de cocotiers et les falaises. De plus le Carouge utilise également les nids creusés par les Pics de Porto Rico. La construction du nid est réalisée par les femelles seules tandis que l’alimentation des jeunes est effectuée conjointement par le mâle et la femelle. Les oisillons quittent le nid 13 à 16 jours après l’éclosion. Les mâles défendent un petit territoire, environ 3 mètres autour du nid, pendant la période de nidification. Avant cette période ils défendent un territoire plus large pour repousser les autres mâles.
Le carouge de Porto Rico a été observé s’appliquant des fourmis du genre Pheidole sur le corps et les plumes pendant une courte période de temps, un comportement rare que l’on observe uniquement chez le tangara de Porto Rico aux Antilles. L’espèce pratique également le houspillage, un comportement dans lequel plusieurs oiseaux, d’une ou plusieurs espèces, attaquent un prédateur connu (généralement pour défendre les œufs).

## Menaces et efforts de conservation

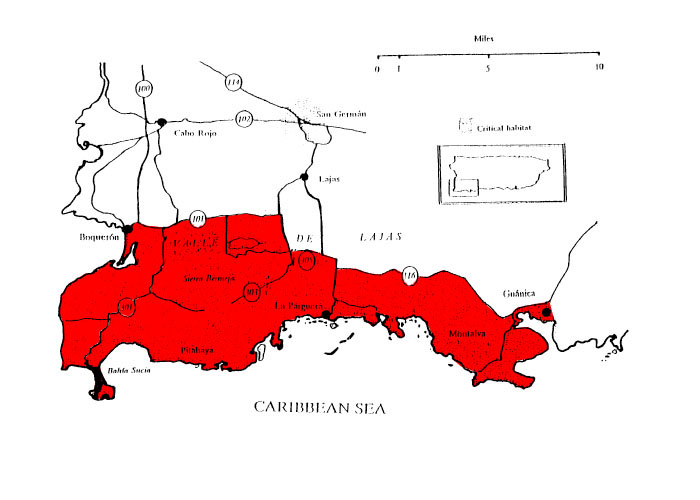
Zone d'habitat du carouge au sud-ouest de Porto Rico

Le carouge de Porto Rico est listé parmi les espèces menacées depuis le 19 novembre 1976 par le United States Fish and Wildlife Service. Une aire d’habitat critique est par la suite établie sur l’intégralité des îles de Mona et Monito, la Roosevelt Roads Naval Station à Ceiba, une aire s’étalant de Cabo Rojo à la forêt d'État de Guánica au sud-ouest de Porto Rico, et une petite zone à San Germán.

### Maladies
La carouge abrite des poux. Les parasites se focalisent essentiellement sur la tête des oiseaux, et principalement des mâles adultes. Des mites du genre Acarina, Ornithonyssus bursa et Anclrolaelaps casalis ont également été observées dans les nids, mais on ne sait pas si elles représentent une menace. Une maladie fréquemment rencontrée chez le Carouge de Porto Rico est la variole aviaire. Les lésions causées par cette maladie se localisent principalement aux pattes et à l’articulation des ailes.

### Prédation dans les nids
Le déclin de la population de carouge de Porto Rico est également imputable aux animaux qui visitent les nids. Ainsi, les rats, les petites mangoustes indiennes et les chats sauvages, tous introduits à Porto Rico, se nourrissent volontiers des oisillons ou des œufs. Les rats représentent la principale menace, s’attaquant aux œufs comme aux jeunes oisillons. Un rapport de 1983 a conclu que les rats étaient responsables de 48 % des échecs dans les nichées de carouge durant l’année. La période critique se situe de juillet à août, quand l’eau recule, laissant les mangroves accessibles par la terre. Depuis le milieu des années 1980, des nids artificiels en PVC ont été créés dans les bancs de boue entourant les forêts de mangrove pour réduire la menace causée par les rats. Ces structures remplacent les vieilles boîtes en bois et sont assez bien acceptées par les oiseaux. À l’heure actuelle, seulement quelques nids naturels sont observés dans cette zone.

### Autres menaces
La disparition de l’habitat et des sources d’alimentation et le parasitisme de couvée par le vacher luisant figurent parmi les principales menaces planant sur les populations de carouge de Porto Rico. Les prédateurs naturels, tels que le moqueur corossol (Margarops fuscatus), représentent également une menace, mais mineure. Ces animaux ont été observés volant les œufs et les jeunes des nids et également détruisant des nids.

## Taxonomie
Le carouge de Porto Rico (A. xanthomus) fut pour la première fois décrit à Porto Rico et à Vieques en 1862 par Philippe Sclater sous le nom d’Icterus xanthomus. L’espèce est fortement apparentée au carouge à épaulettes (Agelaius pheonicus) dont elle est probablement dérivée. Le Petit carouge (Agelaius humeralis), une espèce présente à Cuba et Haïti, est morphologiquement intermédiaire entre A. xanthomus et A. humeralis. Jusqu’à récemment, certains auteurs considéraient A. xanthomus comme une sous-espèce de A. humeralis. L’American Ornithologists' Union considérait que A. xanthomus, avec A. humeralis, formait une super-espèce. La principale différence physique entre ces deux espèces réside dans leurs becs, celui d’A. humeralis étant plus large à la base. La sous-espèce A. x. monensis, ou carouge de Porto Rico de Mona, fut décrite par Barnes en 1945 sur les îles de Mona et Monito.

### Sous-espèces
D'après Alan P. Peterson, il existe deux sous-espèces :
- Agelaius xanthomus xanthomus (P. L. Sclater, 1862) — Porto Rico ;
- Agelaius xanthomus monensis Barnes Jr, 1945 — Isla Mona.

## Sources
- (en) Cet article est partiellement ou en totalité issu de l’article de Wikipédia en anglais intitulé « Yellow-shouldered Blackbird » (voir la liste des auteurs).
- (en) « Recovery plan for the Yellow-shouldered Blackbird (Agelaius xanthomus) », U.S. Fish and Wildlife Service (consulté le 21 avril 2006)
- (es) Mark Oberle, Las aves de Puerto Rico en fotografías, Editorial Humanitas, 2003 (ISBN 0-9650104-2-2)
- « Yellow-shouldered Blackbird », sur Division of Endangered Species, U.S. Fish and Wildlife Service (consulté le 21 avril 2006)
- (en) « Yellow-shouldered Blackbird (Agelaius xanthomus) »(Archive.org • Wikiwix • Archive.is • Google • Que faire ?), National Audubon Society (consulté le 21 avril 2006)
- (en) « Blackbird, Yellow-shouldered »(Archive.org • Wikiwix • Archive.is • Google • Que faire ?) (consulté le 21 avril 2006)